# 13 كدبة وكدبة (فلم)
13 كدبة وكدبة فيلم مصري كوميدي أنتج عام 1977.

## الممثلون
- سمير صبري: أحمد أبو العينين
- عماد حمدي:
- ماجدة الخطيب
- شويكار
- صلاح قابيل: الضابط عصام
- سمير غانم
- أبو بكر عزت
- هالة فاخر
- وداد حمدي
- جمال إسماعيل
- أحمد نبيل

## فريق العمل
- قصة وسيناريو وحوار: صبري عزت
- أغاني: فتحي قورة
- الحان:حلمي بكر
- مخرج مساعد حسين الوكيل
- مخرج سينما نادية حمزة
- مصور: صلاح كريم
- أنتاج: ماجدة الخطيب
- إخراج: أنور الشناوي

## وصلات خارجية
- 13 كدبة وكدبة على موقع الدهليز
- 13 كدبة وكدبة على موقع قاعدة بيانات الأفلام العربية